# فيكتور بونياكوفسكي
فيكتور ياكوفيتش بونياكوفسكي (بالروسية: Виктор Яковлевич Буняко́вский) هو عالم رياضيات روسي.
عضو ثم نائب لرئيس أكاديمية بترسبرغ للعلوم.
عمل في مجالي الميكانيكا النظرية ونظرية الأعداد (انظر إلى حدسية بونياكوفسكي)، كما يعود إليه الفضل في اكتشاف مبكر لمتراجحة كوشي-شفارز، حيث برهن عليها في حالة عدد غير منته من الأبعاد عام 1859، سنوات عدة قبل أن يعمل على هذا الموضوع عالم الرياضيات هيرمان شفارز. لهذا السبب يسمى الروس هذه المتراجحة متراجحة كوشي-بونياكوفسكي.

## سيرته
ولد بونياكوفسكي في عام 1804 في بار في أوكرانيا.